# 光箨篌竹
光箨篌竹（学名：Phyllostachys nidularia f. glabrovagina）为禾本科刚竹属篌竹下的一个变型，但也可能只是篌竹的异名。